# Cecidochares connexa
Cecidochares connexa är en tvåvingeart som först beskrevs av Macquart 1848.  Cecidochares connexa ingår i släktet Cecidochares och familjen borrflugor. Inga underarter finns listade.